# نبرد واسپوراکان
نبرد واسپوراکان نبردی بین نیروهای سلجوقی و بیزانس در سال ۱۰۴۶ بود که طی آن سلجوقی‌ها به واسپورکان حمله کردند و سپس فرماندار آن را شکست دادند و اسیر کردند.
طغرل بیگ حاکم سلجوقی، ابراهیم ینال و قتلمش را به آذربایجان فرستاد، آنها به سوی سرزمین‌های ارامنه و گرجی پیشروی کردند. پسر چغری بیگ، یاکوتی، الجبل، دیلم و بخشهایی از آذربایجان را فتح کرد؛ بنابراین پیشروی سلجوقیان به رود ارس رسیده بود. در سال ۱۰۴۶ ترکان سلجوقی در نبرد گنجه، بیزانسی‌ها را شکست دادند. در پی این نبرد، ترکان سلجوقی وارد درگیری دیگری با بیزانس شدند.
در سال ۱۰۴۶ قتلمش درگیری را با بیزانس آغاز کرد، زیرا سلجوقیان توسط استفانوس نایب‌السلطنه واسپوراکان اجازه عبور از دریاچه وان را دریافت نکردند. در نتیجه نبردی درگرفت و قتلمش بر نایب‌السلطنه بیزانس پیروز شد. استفانوس توسط سلجوقیان به اسارت درآمد و در بازار برده‌فروشی در تبریز فروخته شد.